# Pyuthan Khalanga
Pyuthan Khalanga – gaun wikas samiti w zachodniej części Nepalu w strefie Rapti w dystrykcie Pyuthan. Według nepalskiego spisu powszechnego z 2001 roku liczył on 1268 gospodarstw domowych i 5663 mieszkańców (3031 kobiet i 2632 mężczyzn).